# Julius Kowalczik
Julius Kowalczik (Ostrava, 1885 – ...) è stato un aviatore austro-ungarico.
Julius Kowalczik fu un asso dell'aviazione dell'Impero austro-ungarico arrivato a 5 vittorie nella prima guerra mondiale.

## Biografia e prima guerra mondiale
Julius Kowalczik è nato nel 1885 nell'attuale Repubblica Ceca, ad Ostrava. Quando scoppiò la guerra mondiale, fu chiamato per il servizio militare nell'estate del 1914. Un anno dopo, nella seconda metà del 1915, si unì all'aeronautica dove è stato ricevuto il 16 febbraio 1916. A marzo è stato inviato alla Flik 15 in lotta per il fronte italiano, ma si è trasferito il 24 maggio all'aeroporto di Pergine Valsugana a maggio nella Flik 24. Poco dopo fu promosso.
Il 14 ottobre 1916 ottiene la sua prima vittoria nel settore dell'aviazione su un velivolo da ricognizione a due posti Hansa-Brandenburg C.I colpendo un Farman italiano vicino all'aeroporto. Il 18 marzo 1917, insieme all'ispettore Viktor Breutenfelder, prima colpisce un Farman e poi lo stesso giorno, vicino a Grigno, un aereo Voisin III.
Nella primavera del 1917 partecipò ad un corso di addestramento per la caccia a Vienna, quindi tornò al suo reparto. Il 10 giugno, ha colpito un bombardiere Caproni italiano come pilota da caccia. Nove giorni dopo, il 19 giugno, ha ottenuto la sua quinta vittoria su Cima Maora su un Albatros D.II contro un Caudron a due posti.
Il 10 luglio 1917 diventa Sergente.
Il 24 agosto successivo il suo Albatros D.III viene abbattuto dal Nieuport 11 di Antonio Riva della 71ª Squadriglia Caccia su Forte Campo Luserna.
Nel gennaio 1918, fu trasferito all'addestramento ed insegnò ai piloti principianti fino alla fine della guerra. Il suo destino successivo e la data di morte sono sconosciuti.